# جورج دالتون
جورج دالتون (انگلیسی: George Dalton؛ زادهٔ ۴ سپتامبر ۱۹۴۱) بازیکن فوتبال اهل بریتانیا است.
از باشگاه‌هایی که در آن بازی کرده‌است می‌توان به باشگاه فوتبال نیوکاسل یونایتد اشاره کرد.